# NGC 3059
NGC 3059 é uma galáxia espiral barrada (SBbc) localizada na direcção da constelação de Carina. Possui uma declinação de -73° 55' 17" e uma ascensão recta de 9 horas, 50 minutos e 08,0 segundos.
A galáxia NGC 3059 foi descoberta em 23 de Março de 1835 por John Herschel.